# Nas electronic

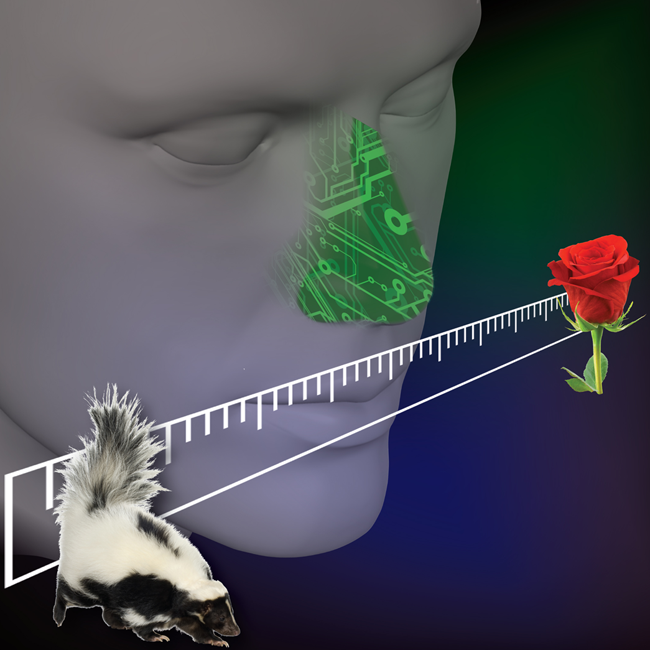
Un nas electronic a fost reglat pe axa de percepție a gradului de plăcere a mirosului, adică o axă care variază de la foarte plăcut (de exemplu, trandafir) la foarte neplăcut (de exemplu, sconcs). Acest lucru a permis nasului electronic să miroasă mirosuri noi pe care nu le-a mai întâlnit până atunci, dar să genereze totuși estimări ale gradului de plăcere a mirosului în mare concordanță cu evaluările umane, indiferent de mediul cultural al subiectului. Acest lucru sugerează că există o componentă înnăscută a plăcerii mirosurilor care este strâns legată de structura moleculară.

Un nas electronic este un dispozitiv electronic de detectare destinat să detecteze mirosurile sau aromele. Expresia "detecție electronică" se referă la capacitatea de a reproduce simțurile umane folosind rețele de senzori și sisteme de recunoaștere a modelelor.
Începând cu 1982, au fost efectuate cercetări pentru a dezvolta tehnologii, denumite în mod obișnuit nasuri electronice, care ar putea detecta și recunoaște mirosurile și aromele. Etapele procesului de recunoaștere sunt similare cu olfacția umană și sunt realizate pentru identificare, comparație, cuantificare și alte aplicații, inclusiv stocarea și recuperarea datelor. Unele astfel de dispozitive sunt utilizate în scopuri industriale.

## Alte tehnici de analiză a mirosurilor
În toate industriile, evaluarea mirosurilor se realizează, de obicei, prin analiza senzorială umană, cu ajutorul unor chemosenzori sau prin cromatografie în fază gazoasă. Această din urmă tehnică oferă informații despre compușii organici volatili, dar corelația dintre rezultatele analitice și percepția medie a mirosului nu este directă din cauza interacțiunilor potențiale dintre mai multe componente odorante.
În cazul detectorului de mirosuri Wasp Hound, elementul mecanic este o cameră video, iar elementul biologic sunt cinci viespi parazite care au fost condiționate să roiuiască ca răspuns la prezența unei substanțe chimice specifice.

## Istorie
Omul de știință Alexander Graham Bell a popularizat ideea că este dificil de măsurat un miros, iar în 1914 a spus următoarele
Ați măsurat vreodată un miros? Poți spune dacă un miros este doar de două ori mai puternic decât altul? Poți măsura diferența dintre două tipuri de miros și un altul? Este foarte evident că avem foarte multe tipuri diferite de mirosuri, de la mirosul de violete și trandafiri până la asafetida. Dar până când nu puteți măsura asemănarea și diferențele dintre ele, nu puteți avea o știință a mirosurilor. Dacă aveți ambiția de a găsi o nouă știință, măsurați un miros.
- Alexander Graham Bell, 1914
În deceniile care au trecut de la această observație a lui Bell, nu s-a materializat nicio știință a mirosului și abia în anii 1950 și mai târziu s-au făcut progrese reale. O problemă obișnuită pentru detectarea mirosurilor este aceea că nu implică măsurarea energiei, ci a particulelor fizice.ref>Wagstaff, Jeremy (23 iunie 2016). „Nose job: smells are smart sensors' last frontier”. Reuters (în engleză). Accesat în 13 decembrie 2020.</ref>

## Principiul de funcționare
Nasul electronic a fost dezvoltat cu scopul de a imita olfacția umană care funcționează ca un mecanism neseparat: adică un miros/fum este perceput ca o amprentă globală. În esență, instrumentul constă în eșantionarea spațiului capului, o matrice de senzori chimici și module de recunoaștere a modelelor, pentru a genera modele de semnal care sunt utilizate pentru caracterizarea mirosurilor.
Nasurile electronice includ trei părți principale: un sistem de livrare a probelor, un sistem de detecție și un sistem de calcul.
Sistemul de livrare a probei permite generarea spațiului de cap (compuși volatili) al unei probe, care este fracțiunea analizată. Sistemul injectează apoi acest headspace în sistemul de detecție al nasului electronic. Sistemul de livrare a probei este esențial pentru a garanta condiții de funcționare constante.
Sistemul de detecție, care constă într-un set de senzori, este partea "reactivă" a instrumentului. Atunci când intră în contact cu compușii volatili, senzorii reacționează, ceea ce înseamnă că suferă o modificare a proprietăților electrice.
În majoritatea nasurilor electronice, fiecare senzor este sensibil la toate moleculele volatile, dar fiecare în modul său specific. Cu toate acestea, în cazul nasurilor bioelectronice, se folosesc proteine receptoare care răspund la molecule de miros specifice. Cele mai multe nasuri electronice utilizează rețele de senzori chimici care reacționează la compușii volatili la contact: adsorbția compușilor volatili pe suprafața senzorului determină o modificare fizică a senzorului. Un răspuns specific este înregistrat de interfața electronică care transformă semnalul într-o valoare digitală. Datele înregistrate sunt apoi calculate pe baza unor modele statistice.
Nasurile bioelectronice utilizează receptori olfactivi - proteine clonate din organisme biologice, de exemplu, oameni, care se leagă de molecule de miros specifice. Un grup a dezvoltat un nas bioelectronic care imită sistemele de semnalizare utilizate de nasul uman pentru a percepe mirosurile la o sensibilitate foarte mare: concentrații femtomolare.
Printre cei mai frecvent utilizați senzori pentru nasurile electronice se numără
- dispozitive metal-oxid-semiconductor (MOSFET) - un tranzistor utilizat pentru amplificarea sau comutarea semnalelor electronice. Acesta funcționează pe principiul că moleculele care intră în zona senzorului vor fi încărcate pozitiv sau negativ, ceea ce ar trebui să aibă un efect direct asupra câmpului electric din interiorul MOSFET-ului. Astfel, introducerea fiecărei particule încărcate suplimentare va afecta direct tranzistorul într-un mod unic, producând o modificare a semnalului MOSFET care poate fi apoi interpretată de sistemele informatice de recunoaștere a tiparelor. Astfel, în esență, fiecare moleculă detectabilă va avea propriul semnal unic pe care un sistem informatic îl va interpreta.
- polimeri conductori - polimeri organici care conduc electricitatea.
- compozite polimerice - similare în utilizare cu polimerii conductori, dar formulate din polimeri neconductori la care se adaugă un material conductor, cum ar fi negrul de fum.
- microbalanță cu cristale de cuarț (QCM) - o modalitate de măsurare a masei pe unitatea de suprafață prin măsurarea variației de frecvență a unui rezonator cu cristale de cuarț. Aceasta poate fi stocată într-o bază de date și utilizată pentru referințe ulterioare.
- unde acustice de suprafață (SAW) - o clasă de sisteme microelectromecanice (MEMS) care se bazează pe modularea undelor acustice de suprafață pentru a detecta un fenomen fizic.
- Spectrometrele de masă pot fi miniaturizate pentru a forma dispozitive de analiză a gazelor de uz general.

Unele dispozitive combină mai multe tipuri de senzori într-un singur dispozitiv, de exemplu, QCM-uri acoperite cu polimeri. Informațiile independente conduc la dispozitive mult mai sensibile și mai eficiente. Studiile privind fluxul de aer în jurul nasului canin și testele efectuate pe modele în mărime naturală au indicat că o "acțiune de adulmecare" ciclică similară cu cea a unui câine real este benefică în ceea ce privește îmbunătățirea razei de acțiune și a vitezei de răspuns.
În ultimii ani, au fost dezvoltate alte tipuri de nasuri electronice care utilizează spectrometria de masă sau cromatografia în fază gazoasă ultra-rapidă ca sistem de detecție.
Sistemul de calcul funcționează pentru a combina răspunsurile tuturor senzorilor, ceea ce reprezintă intrarea pentru tratarea datelor. Această parte a instrumentului realizează analiza globală a amprentelor și oferă rezultate și reprezentări care pot fi ușor de interpretat. În plus, rezultatele nasului electronic pot fi corelate cu cele obținute prin alte tehnici (panel senzorial, GC, GC/MS). Multe dintre sistemele de interpretare a datelor sunt utilizate pentru analiza rezultatelor. Aceste sisteme includ rețeaua neuronală artificială (RNA), logica fuzzy, module de recunoaștere a modelelor etc. Inteligența artificială, inclusiv rețeaua neuronală artificială (RNA), este o tehnică esențială pentru gestionarea mirosurilor din mediul înconjurător.

## Realizarea unei analize
Într-o primă etapă, un nas electronic trebuie antrenat cu eșantioane calificate, astfel încât să se construiască o bază de date de referință. Apoi, instrumentul poate recunoaște probe noi prin compararea amprentei unui compus volatil cu cele conținute în baza sa de date. Astfel, poate efectua analize calitative sau cantitative. Totuși, acest lucru poate reprezenta și o problemă, deoarece multe mirosuri sunt alcătuite din mai multe molecule diferite, care pot fi interpretate greșit de către dispozitiv, deoarece acesta le va înregistra ca fiind compuși diferiți, ceea ce duce la rezultate incorecte sau inexacte, în funcție de funcția principală a unui nas. Exemplul de set de date e-nose este, de asemenea, disponibil. Acest set de date poate fi utilizat ca referință pentru procesarea semnalului e-nose, în special pentru studiile privind calitatea cărnii. Cele două obiective principale ale acestui set de date sunt clasificarea multiclasă a cărnii de vită și predicția populației microbiene prin regresie.

## Aplicații
Instrumentele de nas electronic sunt utilizate de laboratoarele de cercetare și dezvoltare, de laboratoarele de control al calității și de departamentele de procesare și producție în diverse scopuri:

### În laboratoarele de control al calității
- Conformitatea materiilor prime, a produselor intermediare și finale
- Consistența de la lot la lot
- Detectarea contaminării, deteriorării, falsificării
- Selectarea originii sau a furnizorului
- Monitorizarea condițiilor de depozitare
- Monitorizarea calității cărnii.

### În departamentele de procesare și producție
- Gestionarea variabilității materiilor prime
- Compararea cu un produs de referință
- Măsurarea și compararea efectelor procesului de fabricație asupra produselor
- Urmărirea eficienței procesului de curățare pe loc
- Monitorizarea scale-up
- Monitorizarea procesului de curățare la fața locului.

### În fazele de dezvoltare a produsului
- Profilarea senzorială și compararea diferitelor formulări sau rețete
- Evaluarea comparativă a produselor concurente
- Evaluarea impactului unei schimbări de proces sau de ingredient asupra caracteristicilor senzoriale.

Aplicații posibile și viitoare în domeniile sănătății și securității
- Detectarea bacteriilor periculoase și dăunătoare, cum ar fi un software care a fost dezvoltat special pentru a recunoaște mirosul MRSA (Staphylococcus aureus rezistent la meticilină). De asemenea, este capabil să recunoască S. aureus sensibil la meticilină (MSSA), printre multe alte substanțe. S-a emis teoria că, dacă ar fi plasat cu grijă în sistemele de ventilație ale spitalelor, ar putea detecta și, prin urmare, ar putea preveni contaminarea altor pacienți sau a echipamentelor cu mulți agenți patogeni foarte contagioși.
- Detectarea cancerului pulmonar sau a altor afecțiuni medicale prin detectarea COV (compuși organici volatili) care indică afecțiunea respectivă.
- Detectarea infecțiilor virale și bacteriene în cazul exacerbărilor BPOC.
- Controlul calității produselor alimentare, deoarece ar putea fi plasat în mod convenabil în ambalajele produselor alimentare pentru a indica în mod clar când alimentele au început să putrezească sau ar putea fi utilizat pe teren pentru a detecta contaminarea cu bacterii sau insecte.
- Implanturile nazale ar putea avertiza asupra prezenței gazului natural, pentru cei care au anosmie sau un simț slab al mirosului.
- Fundația Brain Mapping a folosit nasul electronic pentru a detecta celulele canceroase din creier.

### Aplicații posibile și viitoare în domeniul prevenirii criminalității și securității
Capacitatea nasului electronic de a detecta mirosuri inodorice îl face ideal pentru utilizarea în cadrul forțelor de poliție, cum ar fi capacitatea de a detecta mirosurile de bombă, în ciuda altor mirosuri din aer capabile să deruteze câinii de poliție. Totuși, acest lucru este puțin probabil pe termen scurt, deoarece costul nasului electronic este destul de ridicat.
De asemenea, ar putea fi utilizat ca metodă de detectare a drogurilor în aeroporturi. Prin plasarea atentă a mai multor nasuri electronice și a unor sisteme informatice eficiente, s-ar putea triangula locația drogurilor la câțiva metri distanță în mai puțin de câteva secunde.
Există sisteme demonstrative care detectează vaporii emanați de explozibili, dar în prezent sunt cu mult în urma unui câine de detecție bine antrenat.

### În monitorizarea mediului
Pentru identificarea compușilor organici volatili în probele de aer, apă și sol.
Pentru protecția mediului.
Diferite note de aplicare descriu analize în domenii precum arome și parfumuri, produse alimentare și băuturi, ambalaje, produse farmaceutice, cosmetice și parfumuri și companii chimice. Mai recent, acestea pot aborda, de asemenea, preocupările publicului în ceea ce privește monitorizarea noxelor olfactive cu ajutorul rețelelor de dispozitive pe teren. Deoarece ratele de emisie pe un amplasament pot fi extrem de variabile pentru anumite surse, nasul electronic poate oferi un instrument pentru a urmări fluctuațiile și tendințele și pentru a evalua situația în timp real. Acesta îmbunătățește înțelegerea surselor critice, conducând la o gestionare proactivă a mirosurilor. Modelarea în timp real va prezenta situația actuală, permițând operatorului să înțeleagă care sunt perioadele și condițiile care pun în pericol instalația. De asemenea, sistemele comerciale existente pot fi programate pentru a avea alerte active pe baza unor puncte de setare (concentrația de mirosuri modelată la receptori/puncte de alertă sau concentrația de mirosuri la un nas/sursă) pentru a iniția acțiuni adecvate.